# Eileen Agar
Eileen Forrester Agar (Buenos Aires, 1º dicembre 1899 – Londra, 17 novembre 1991) è stata una pittrice e fotografa britannica che si accostò al surrealismo.
Si distinse fra i surrealisti britannici sperimentando tecniche e materiali nuovi, scattando foto e realizzando collage, oggetti e dipinti dalle forme organiche astratte. Esempio di questa tecnica è L'Angelo dell'anarchia, composto tra il 1936 ed il 1940 con materiali vari.

## Biografia
Nacque a Buenos Aires da padre scozzese e madre americana; la famiglia si trasferì a Londra nel 1911.
Dopo avere frequentato la Heathfield School, nel 1919 si iscrisse alla Byam Shaw School of Art, e nel 1924 studiò sotto la guida di Leon Underwood (1890-1975), il "precursore della scultura moderna in Gran Bretagna".
Nel 1926 conobbe lo scrittore ungherese Joseph Bard (1882-1975), che sposò nel 1940.
Nel 1928 la coppia soggiornò a Parigi, dove Eileen incontrò i surrealisti André Breton e Paul Éluard, con i quali intrecciò una relazione di amicizia.

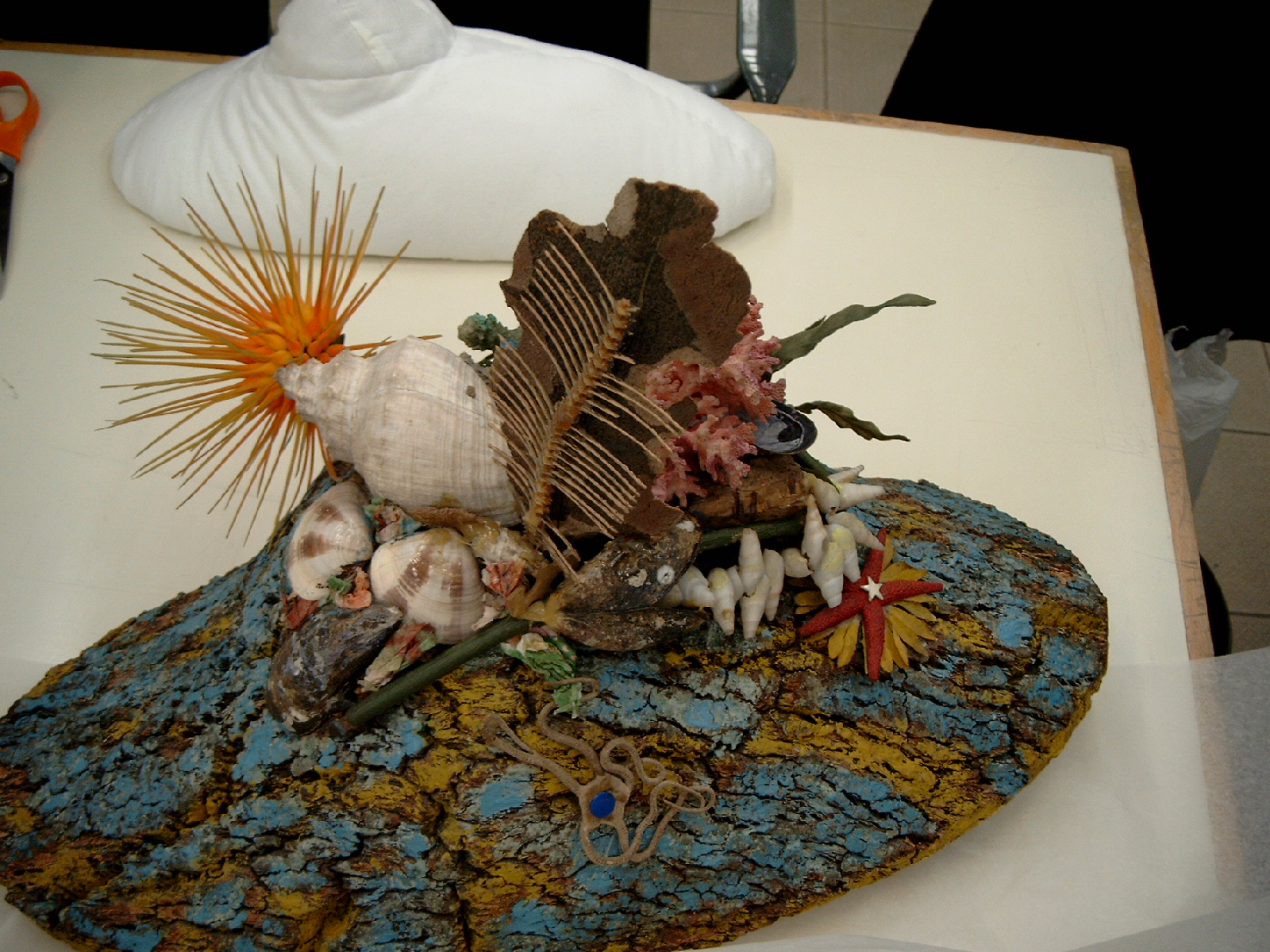
Hat for eating Bouillabaisse, 1937

Come Emmy Bridgwater fece parte del Gruppo surrealista britannico, che contribuì all'organizzazione della Esposizione internazionale surrealista di Londra, svoltasi presso le New Burlington Galleries nel 1936, per la quale l'artista Roland Penrose ed il critico Herbert Read selezionarono tre delle opere di Agar.
Nel 1937 fu ospite per qualche tempo a casa di Picasso e Dora Maar a Mougins, nelle Alpi Marittime, insieme a Paul Éluard, Nusch Éluard, Roland Penrose e Lee Miller. Quest'ultima è autrice di un ritratto fotografico di Eileen.
Eileen Agar partecipò con i Surrealisti a mostre in Inghilterra ed all'estero; nel 1940 le sue opere furono esposte ad Amsterdam, New York, Parigi e Tokyo.
Dopo la seconda guerra mondiale ebbe un periodo molto fertile; tra il 1946 ed il 1985 le sue opere furono esposte in 16 mostre personali.
Intorno agli anni sessanta dipinse quadri ispirati allo stile pittorico indicato come Tachisme, nel quale inserì elementi surrealistici.
Si spense a Londra, dove le sue opere sono entrate a far parte delle collezioni di diverse istituzioni britanniche, fra cui la Tate Gallery, che custodisce L'Angelo dell'anarchia.

## Alcune opere
- The Angel of Mercy dipinto, 1934
- Quadriga, dipinto, 1935
- The Angel of Anarchy, oggetto, 1940
- L'horloge d'une femme, dipinto, 1989